# 不動産学部
不動産学部（ふどうさんがくぶ）は、大学において不動産に関連した法学・経済学・工学などを総合的に教育研究する学部である。

## 設置大学
「不動産学」の教育研究は一般的な法学部、経済学部、工学部などでも行われているが、その名を冠した日本国内の教育研究機関は以下の通りである。
- 明海大学不動産学部 - 明海大学は「不動産学部」という名称の学部を設けている唯一の大学である[1]。2017年度現在、日本不動産学会の27人の役員の内、1人が明海大学に所属している[2]。
- 明海大学大学院不動産学研究科
- 日本大学大学院理工学研究科不動産科学専攻 - 1992年4月に開設された日本初の「不動産学」の大学院専攻である[3]。